# Thomas-Nicolas Dubray
Thomas-Nicolas Dubray (Beauvais, 21 januari 1746 – Parijs, september 1792) was een Frans geestelijke. Dubray was als novice ingetreden bij de Saint-Sulpicegemeenschap in 1768 en stond te boek als een beminnelijke jongeman.
Hij was een van de eerste arrestanten, opgepakt in de wijk Luxembourg waar vele priesters ondergedoken zaten, omdat hij weigerde de eed van trouw aan de grondwet te zweren. Vervolgens werd hij vastgehouden in het karmelietenklooster in de rue de Rennes te Parijs. Samen met de andere septembermartelaren werd hij begin september 1792 afgeslacht door de revolutionairen. Hij werd in 1926 zalig verklaard door paus Pius XI. De gedenkdag van deze martelaren is op 2 september.